# Révoltes des Celali

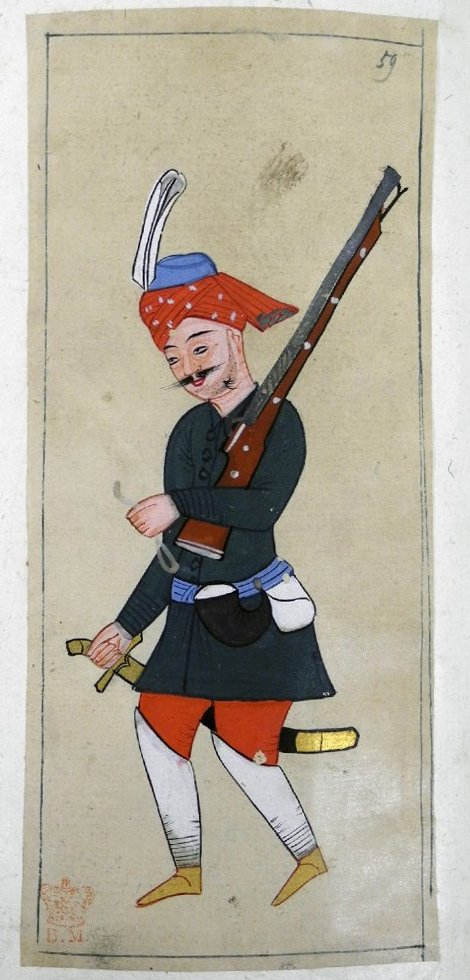
Un mercenaire sekban (album d'uniformes de Hans Sloanes, vers 1620).

Les révoltes des Celali (prononcé [ d͡ʒɛ.la.li:]), organisées par les milices provinciales (celalî) contre le gouvernement absolutiste de Constantinople, ont déchiré l'Anatolie aux XVIe et XVIIe siècles. Les celalî revendiquaient le maintien d'exemptions fiscales. La première révolte reconnue comme telle est survenue en 1519, sous le règne du sultan Sélim Ier, dans la région de Tokat. Elle était menée par Celâl, un prêcheur alévite, dont le nom a servi aux historiens ottomans pour qualifier les jacqueries de ce genre. Les poussées révolutionnaires se sont déchaînées en 1526–28, puis entre 1595 et 1610, en 1654–55 et enfin en 1658–59. Bien que ces révoltes aient été trans-ethniques, étant donné la nature pluri-ethnique de l'empire ottoman, elles ont essentiellement une base turque : celle des clans semi-nomades turkmènes qui, alors qu'ils avaient puissamment contribué à l'expansion militaire ottomane dans le passé, se voyaient de plus en plus tenus à l'écart par le pouvoir central, qui s'appuyait désormais sur le système du devchirmé et les corps constitués. 
Ces révoltes furent définitivement matées sous le règne de Mourad IV. Elles sont les plus longues et les plus âpres de l'histoire de l'Empire Ottoman, et ont durement frappé la minorité turkmène. Elles furent au départ l'expression d'un mécontentement populaire, mais profitant des difficultés de l'empire, elles aboutirent à ce que les chefs rebelles se substituent aux autorités impériales et se mettent à opprimer à leur tour les populations paysannes et urbaines. Les principaux soulèvements mirent aux prises l'armée impériale avec les milices mercenaires armées de mousquets (sekbans (en)) et les sipahis (cavaliers rémunérés par des lots fonciers). Ces milices ne visaient pas à renverser le gouvernement ottoman : ce n'étaient que des réactions aux crises sociales et économiques résultant d'une conjoncture complexe : dépréciation de la monnaie, forte taxation, déclin du devchirmé qui permettait la conversion à l'islam au sein de l'armée, impunité et multitude des janissaires issus du devchirmé, formant la garde rapprochée du sultan mais qui, par delà Constantinople, prenaient une importance croissante dans les provinces de l'Empire.

## Les causes
- Oppression de la paysannerie et déclin du système timariote. Le système fiscal ottoman ne considérait que les revenus agricoles : aussi les principaux contribuables étaient-ils les paysans asservis par des féodaux, eux-mêmes redevables d'un impôt foncier, la muqata'ah. Confrontés à la dévaluation de la monnaie et aux énormes dépenses liées à la reconstruction des territoires conquis et au coût des campagnes militaires, les féodaux de l'empire se mirent à augmenter hors de tout contrôle la pression fiscale sur leurs paysans. Simultanément, les officiers chargés d'évaluer les terres se voyaient proposer des pots-de-vin pour modérer l'impôt. C'est pourquoi un nombre croissant de paysans abandonnèrent les fermes des féodaux timariotes : ils émigraient vers des provinces plus grandes, venaient grossir les rangs des armées provinciales comme sekbans ou vagabondaient, se louant aux uns ou aux autres (levends) et brigandant à l'occasion (hayduts). Alors qu'on accusait les paysans restants de provoquer la faillite du système, l'exode rural faisait bondir le chômage en ville.

Si en temps de guerre, les sekbans recevaient une solde régulière, en temps de paix, ils devaient pour survivre pratiquer des exactions contre les populations civiles, en particulier les populations non-musulmanes. Les premières révoltes ont aussi pratiqué des exactions de cette nature. Par la suite, ils reçurent les renforts des sipahis privés de leurs terres, des turkmènes yörüks et des nomades kurdes.
- Corruption des fonctionnaires. Avec le déclin du système du devchirmé et l'accroissement des impôts, les gouverneurs et les fonctionnaires se mirent à leur tour à rançonner les paysans.

- Persécution des Alévis et préséance des courtisans non-turcs à la cour. Lorsque Sélim Ier s'empara de l'Égypte, il fut investi du califat et devint par là le protecteur du monde sunnite. Il décida de déposer le Chah Séfévide Ismaïl Ier, qu'il considérait comme le chef de file des « hérétiques chiites », et pour cela dut pactiser avec les féodaux pour écraser la population alévite d'Anatolie et pouvoir combattre Ismaïl sans se préoccuper davantage de la paix intérieure. Alors de nombreux Alévis et les partisans du chah Ismaïl qui vantaient ses origines turques vinrent grossir les rangs des rebelles.

## Les grandes révoltes

### Les fidèles de Celalî (1519)
Alors que Selim Ier faisait campagne en Égypte, un prêcheur alévite nommé Celalî parvint à réunir plus de 20 000 fidèles près de Bozok dans l'actuelle région de Yozgat, et marcha sur Tokat pour y organiser l'insurrection. En chemin, des troupes turkmènes se joignaient à ses partisans : fantassins sekbans et cavaliers spahis dont on avait confisqué les terres (timar), paysans ruinés par l'impôt et citadins en colère.
Selim Ier dépêcha contre les rebelles Ferhad Pacha, Beylerbeyi (« grand gouverneur ») de Roumélie, et Ali Şehsuvaroğlu, bey des Dulkadirides. Celalî fut tué, mais les troubles n'étaient pas apaisés pour autant, notamment chez les Turkmènes, les sekbans et les spahis.

### L'insurrection de Baba Zünnun (1525)
Dans l'actuelle province de Mersin, l'alourdissement des taxes foncières et l'intransigeance des percepteurs incita Baba Zünnun et d'autres chefs religieux locaux à se révolter contre le bey de Bozok et à exécuter le responsable du Trésor pour la province. Dans la répression qui suivit, les meneurs trouvèrent la mort, mais les troubles se poursuivirent.

### Kalender Çelebi (1528)
Sous le règne du sultan Soliman le Magnifique, le coût des campagnes militaires détermina l'empire à entreprendre un inventaire des domaines pour alourdir la fiscalité : plusieurs des officiers de la « Sublime Porte » surestimèrent la valeur de ces terres, escomptant prélever une partie de l'impôt pour leur profit personnel.
Alors que Soliman faisait campagne en Hongrie, des bandes désorganisées marchèrent sur Ankara et Kırşehir, menées par un ancien spahi, Kalender Çelebi. Bientôt, leur nombre dépassa les 30 000 hommes. À l'annonce d'une révolte à grande échelle, Soliman chargea le Grand Vizir Ibrahim Pacha de prendre la tête du Kapıkulu, composée essentiellement de janissaires. Au terme de la bataille décisive du 27 mai 1528, la révolte fut réprimée dans le sang.

### Karayazıcı et Deli Hasan (1598-1605)
À partir des années 1550, l'oppression de plus en plus dure des gouverneurs et la mise en place de nouveaux impôts s'accompagna d'une suite d'incidents de plus en plus fréquents. Au début de la guerre avec la Perse, et surtout après 1584, les janissaires se mirent à rançonner les paysans en occupant leurs terres et en pratiquant l'usure, ce qui entraîna un effondrement des impôts pour la « Sublime Porte ».
En 1598, Abdülhalim, surnommé Karayazıcı, chef de la milice rurale des sekban, rassembla des bandes de Kurdes, Turkmènes et déserteurs venus de l'armée de Hongrie, rejetant la tyrannie du grand vizir Cigalazade Yusuf Sinan Pacha. Ces rebelles, appelés Firari ou Celali, commencèrent par s'emparer d'Urfa. Hussein Pacha, ancien gouverneur de Habesh tombé en disgrâce et envoyé en mission d'inspection en Anatolie, avait tenté de se rebeller l'année précédente : il vint se joindre aux Celali. Le général Sinan Pachazade Mehmed Pacha, venu de Konya avec une armée pour réprimer les rebelles, les assiégea dans Urfa : les Celali en furent bientôt réduits à fondre des balles de fusil avec des pièces d'argent. Karayazıcı parvint à faire la paix avec le sultan en livrant Hussein Pacha qui fut conduit à Constantinople et exécuté. Karayazıcı fut nommé gouverneur du sandjak d'Amasya, dans l'eyalet de Roum sur la mer Noire, où il ne tarda pas à terroriser les habitants : le voyageur Evliya Çelebi raconte que ceux-ci se cachaient dans les montagnes et les grottes pour lui échapper. Mehmed Pacha fut de nouveau envoyé pour le réprimer et Karayazıcı dut se cacher avec ses partisans dans les montagnes proches de Sivas jusqu'à ce que le gouverneur et les notables de l'eyalet de Roum aillent en délégation auprès du sultan pour lui demander de faire la paix avec Karayazıcı. Celui-ci fut nommé gouverneur de Çorum mais, avec son frère Deli Hasan, se remit à défier le pouvoir central. Deux anciens gouverneurs de Syrie et Bagdad furent envoyés contre lui mais furent battus près de Kayseri par une armée de 20 000 rebelles le 25 avril 1600.
Le sultan envoya une nouvelle armée commandée par le vizir Hassan Sokollu qui battit les rebelles à Sepealü le 5 avril 1602 et les obligea à s'enfuir vers les montagnes de Canik où Karayazıcı mourut peu après. Deli Hasan et trois de leurs lieutenants découpèrent son corps en morceaux pour l'enterrer en plusieurs endroits secrets puis reprirent la guerre contre Hassan Sokollu qui fut tué à Tokat. La révolte fut finalement noyée dans le sang par Mourad Pacha en 1605. Selon une autre version, Deli Hasan, après avoir fait une incursion dans l'ouest de l'Anatolie et pillé Kütahya, fit la paix avec le sultan et accepta de s'engager avec ses hommes dans la guerre de Hongrie mais fut exécuté en 1606.

### Conséquences
Les ravages des Celali se firent longtemps sentir en Anatolie. En outre, des sipahis chassés par les raids des Celali se réfugièrent à Constantinople où ils déclenchèrent une mutinerie en 1603.
D'autres mouvements de Celali éclatèrent à l'initiative de Canboladoğlu (tr) dans la province d'Alep (1605-1607) et Kalenderoğlu (tr) dans l'ouest de l’Anatolie (1604-1608). Elles furent réprimées par le grand vizir Kuyucu Mourad Pacha.
Tout au long du XVIIe et du XVIIIe siècle, les Celalis continuèrent de désoler l'Anatolie : ils contestaient le pouvoir croissant des janissaires dans l'est de l'empire.

## Voir également